# Marianne Lundius
Eva Marianne Gernandt Lundius, född 28 april 1949, är en svensk jurist. Hon var från 1998 till 2016 justitieråd och ledamot av Högsta domstolen. Hon var dess ordförande från 2010 till 2016 och blev därmed Högsta domstolens första kvinnliga ordförande.
Marianne Lundius avlade juristexamen 1976. Hon tjänstgjorde därefter som tingsnotarie i två år. Innan hon utnämndes till justitieråd arbetade hon som jurist och advokat i 20 år på advokatfirman Lagerlöf och Leman. Hon är också vice ordförande i Fideikommissnämnden, vice ordförande i Stockholmsbörsens disciplinnämnd, vice ordförande i Aktiemarknadsnämnden, ordförande för Hjärt- och Lungfonden och Stiftelsen Stockholms sjukhem.
Hon är gift med advokaten och politikern Johan Gernandt (M).